# Palazzo di Pietro I
Il palazzo di Pietro I è un palazzo reale che si trova a Strel'na, in Russia.
Inizialmente tenuta di un cancelliere svedese, nel 1714 Strel'na fu scelta da Pietro il Grande come luogo ove edificare la sua futura residenza estiva. Jean-Baptiste Le Blond, famoso per il suo lavoro al fianco di André Le Nôtre alla reggia di Versailles, fu incaricato di preparare i progetti per i futuri palazzo e parco. Le Blond concepì il palazzo come un château d'eau (castello d'acqua), situato su un'isola rotonda. I giardini vennero costruiti secondo le indicazioni del progetto di Le Blond, ma la morte prematura del maestro gli impedirono di completare un progetto più elaborato per il palazzo.
Nel 1718 venne costruito a Strel'na un palazzo provvisorio in legno; questo fu utilizzato dalla nobiltà russa come casino di caccia ed è stato fedelmente conservato come allora fino ai giorni d'oggi. Dopo la morte di Le Blond i lavori furono commissionati a Niccolo Michetti, un allievo di Carlo Fontana. Nel giugno 1720 fu posta una pietra angolare, ma l'anno seguente era già divenuto evidente che il luogo non era adatto per l'installazione di fontane, la ragione per cui lo Zar aveva deciso di concentrare la sua attenzione nei pressi di Peterhof. Contrariato Michetti lasciò la Russia e tutti i lavori a Strel'na furono sospesi.
Alla sua salita al trono nel 1741, la figlia di Pietro, Elisabetta, intese completare i progetti del padre. Il suo architetto favorito, Bartolomeo Rastrelli, venne incaricato di ingrandire il disegno di Michetti. Gli sforzi di Rastrelli vennero però ben presto dirottate su altri palazzi a Peterhof ed a Carskoe Selo, cosicché il palazzo di Strel'na rimase incompleto fino alla fine del secolo.